# Revolta din August în Georgia
Revolta din August (în georgiană აგვისტოს აჯანყება, agvistos adjank’eba) a fost o insurecție antisovietică nereușită în Republica Sovietică Socialistă Georgiană în perioada august–septembrie 1924.
Scopul ei a fost restaurarea independenței Georgiei față de Uniunea Sovietică și în fruntea ei s-a aflat Comitetul pentru Independența Georgiei, un bloc de organizații antisovietice condus de Partidul Social-Democrat Georgian. Ea a fost punctul culminant a trei ani de lupte împotriva regimului bolșevic impus de Armata Roșie a Rusiei Sovietice în urma unei campanii militare împotriva Republicii Democrate Georgia la începutul lui 1921. Insurecția a fost suprimată de Armata Roșie și de trupele Ceka aflate sub comanda lui Iosif Stalin și Sergo Ordjonikidze, și a fost urmată de un val de represiuni în masă în care mai multe mii de cetățeni georgieni au fost epurați. Revolta din August s-a dovedit a fi una din ultimele rebeliuni împotriva guvernului sovietic, și înfrângerea sa a marcat instaurarea definitivă a regimului comunist în Georgia.